# Ди Лорето, Данте
Данте Ди Лорето (англ. Dante Di Loreto) — американский продюсер и сценарист, наиболее известный как исполнительный продюсер музыкального телесериала «Хор», а также альбомов саундтреков актёрского состава сериала совместно с Брэдом Фэлчаком.

## Карьера
Данте Ди Лорето закончил Калифорнийский университет в Санта-Барбаре, а также факультет искусств в Американском институте киноискусства. До совместной с Райаном Мёрфи, Иэнном Бреннаном и Брэдом Фэлчаком работы над «Хором», Ди Лорето выпустил несколько телешоу и фильмов для кабельных телеканалов. Среди его работ числятся Pretty/Handsome, My Lousiana Sky, Temple Grandin and Die, Mommie, Die!, My Lousiana Sky, Temple Grandin и Die, Mommie, Die!, последний из которых получил специальный приз на кинофестивале Сандэнс.
Ди Лорето является одним из соруководителей компании Ryan Murphy Television, а также исполнительным продюсером телесериала «Хор» и всех альбомов саундтреков к нему. До прихода в компанию Мёрфи, Ди Лорето работал в Bill Kenwright Ltd.